# Mohamed Moutei Nakdali
Mohamed Moutei Nakdali (arab. محمد ماوتي نكدلي; ur. 15 lutego 1962) – syryjski zapaśnik walczący w stylu klasycznym. Dwukrotny olimpijczyk. Szósty w Los Angeles 1984 w kategorii 68 kg i odpadł w eliminacjach turnieju w Moskwie 1980 w kategorii 57 kg. Piąty na igrzyskach śródziemnomorskich w 1983.

## Turniej wMoskwie 1980
| Konkurencja         | Walki                | Walki                       | Klas. końcowa          |
| Konkurencja         | Przeciwnik I         | Przeciwnik II               | Miejsce                |
| ------------------- | -------------------- | --------------------------- | ---------------------- |
| styl wolny do 57 kg | Mihai Boțilă (ROM) L | Antonino Caltabiano (ITA) L | odpadł w eliminacjach. |

## Turniej wLos Angeles 1984
| Konkurencja         | Walki                   | Walki                               | Walki                | Walki                  | Walki                     | Klas. końcowa |
| Konkurencja         | Przeciwnik I            | Przeciwnik II                       | Przeciwnik III       | Przeciwnik IV          | o V miejsce               | Miejsce       |
| ------------------- | ----------------------- | ----------------------------------- | -------------------- | ---------------------- | ------------------------- | ------------- |
| styl wolny do 68 kg | Boris Goldstein (ARG) W | Szaban Abd al-Wahhab Szaban (EGY) W | Tapio Sipilä (FIN) L | James Martinez (USA) L | Dietmar Streitler (AUT) L | 6.            |